# Барон Бостон
Барон Бо́стон (англ. Baron Boston) из Бостона в графстве Линкольншир — наследственный титул в системе Пэрства Великобритании.

## История
Титул барона Бостона был создан 10 апреля 1761 года для судебного чиновника и бывшего депутата, сэра Уильяма Ирби, 2-го баронета (1707—1775). Ранее он заседал в Палате общин от Лонстона (1735—1747), Олд-Сарума (1747) и Бодмина (1747—1761). Он был сыном сэра Эдварда Ирби, 1-го баронета (1676—1718), который представлял в Палате общин Бостон (1702—1707, 1707—1708). 13 апреля 1704 года для Эдварда Ирби был создан титул баронета из Уоплода и Бостона в графстве Линкольншир (Баронетство Великобритании). Фредерик Ирби, 2-й барон Бостон (1749—1825), был лордом опочивальни королей Георга III и Георга IV (1780—1825). Баронский титул передавался от отца к сыну до смерти 1972 году Сесила Юстаса Ирби, 8-го барона Бостона (1897—1972). Последнему наследовал его третий кузен, Джерард Говард Ботелер Ирби, 9-й барон Бостон (1897—1978). Он был правнуком контр-адмирала достопочтенного Фредерика Пола Ирби, второго сына 2-го барона Ирби. По состоянию на 2024 год носителем титула являлся его внук, Джордж Уильям Юстас Ботелер Ирби, 11-й барон Бостон (род. 1971), который стал преемником своего отца в 2007 году.
Фамильный дом баронов Бостон — Хедсор-хаус в деревне Хедсор, графство Бакингемшир. Также семье принадлежат Лланидан и земли Ллигви в деревне Моэлфр, остров Англси, Уэльс.

## Баронеты Ирби из Уоплода и Бостона (1704)
- 1704—1718: Сэр Эдвард Ирби, 1-й баронет (31 июля 1676 — 11 ноября 1718), старший сын Энтони Ирби (ум. 1684)[1];
- 1718—1775: Сэр Уильям Ирби, 2- й баронет (8 марта 1707 — 30 марта 1775), сын предыдущего, барон Бостон с 1761 года[2].

## Бароны Бостон (1761)
- 1761—1775: Уильям Ирби, 1-й барон Бостон (8 марта 1707 — 30 марта 1775), сын сэра Эдварда Ирби, 1-го баронета[3];
- 1775—1825: Фредерик Ирби, 2-й барон Бостон (9 июня 1749 — 23 марта 1825), старший сын предыдущего, отец адмирала Фредерика Ирби[4];
- 1825—1856: Джордж Ирби, 3-й барон Бостон (27 декабря 1777 — 12 марта 1856), старший сын предыдущего[5];
- 1856—1869: Джордж Айвз Ирби, 4-й барон Бостон (14 сентября 1802 — 22 декабря 1869), старший сын предыдущего[6];
- 1869—1877: Флоранс Джордж Генри Ирби, 5-й барон Бостон (9 мая 1837 — 4 января 1877), единственный сын предыдущего[7];
- 1877—1941: Джордж Флоранс Ирби, 6-й барон Бостон (6 сентября 1860 — 16 сентября 1941), старший сын предыдущего[8];
- 1941—1958: Гревилл Норти Ирби, 7-й барон Бостон (24 августа 1889 — 16 сентября 1958), старший сын достопочтенного Сесила Сумареса Ирби (1862—1935), второго сына 5-го барона Бостона[9];
- 1958—1972: Сесил Юстас Ирби, 8-й барон Бостон (14 июля 1897 — 12 октября 1972), младший брат предыдущего[10];
- 1972—1978: Майор Джеральд Ховард Ботелер Ирби, 9-й барон Бостон (29 августа 1897 — 17 февраля 1978), старший сын подполковника Леонарда Пола Ирби 1871—1936), внук подполковника Леонарда Говарда Ллойда Ирби (1836—1905), правнук контр-адмирала достопочтенного Фредерика Пола Ирби (1779—1844), второго сына 2-го барона Бостона[11];
- 1978—2007: Тимоти Джордж Фрэнк Ботелер Ирби, 10-й барон Бостон (27 марта 1939 — 3 февраля 2007), единственный сын предыдущего[12];
- 2007 — настоящее время: Джордж Уильям Юстас Ботелер Ирби, 11-й барон Бостон (род. 1 августа 1971), старший сын предыдущего[13];
  - Наследник титула: достопочтенный Томас Уильям Джордж Ботелер Ирби (род. 9 декабря 1999), старший сын предыдущего[14].